# Straßenbahn Tucson
Die als Sun Link vermarktete Straßenbahn Tucson ist ein bedeutender Verkehrsträger der Universitätsstadt Tucson im US-Bundesstaat Arizona. Die einzige Linie wurde im Juli 2014 eröffnet und verbindet die Universität mit der Innenstadt, dem Tucson Convention Center und dem Stadtentwicklungsgebiet Mercado District. Die Investitionskosten von 196 Millionen $ wurden teils durch städtische Gelder, teils durch Bundeszuschüsse beglichen. Tariflich ist die Straßenbahn in das regionale Busnetz Sun Tran eingebunden.

## Finanzierung
Im Mai 2006 stimmten die Wähler des Pima County in einem Referendum für die Investition von 2,1 Milliarden $ in das regionale Verkehrsnetz, wovon 75 Millionen $ für den Aufbau und weitere 12,7 Millionen $ für den Betrieb einer  Straßenbahn in Tucson vorgesehen waren. Im Dezember 2010 wurde der Stadt ein Bundeszuschuss des Transportation Investment Generating Economic Recovery in Höhe von 62 Millionen $ zugewiesen, sodass die Finanzierung gesichert war und das Projekt weiter vorangetrieben werden konnte. Weitere sechs Millionen $ Bundesgelder wurden dem Projekt durch das New Starts program der Federal Transit Administration gewährt. Für die Umgestaltung und Verbesserung der Infrastruktur im Streckenverlauf beteiligten sich weitere Geldgeber, insbesondere die städtischen Wasserwerke mit 10,6 Millionen $.

## Bauphase
Im März 2012 wurde der erste Auftrag von 56 Millionen $ ausgeschrieben. Dieser beinhaltete das Öffnen der Straßendecke, die Änderung der Fahrstreifen, die Verlegung der Schienen und die neue Pflasterung. Den Zuschlag erhielt die Old Pueblo Trackworks, ein Konsortium der Granite Construction und RailWorks Track Systems. Die Bauarbeiten begannen im April 2012 und wurden im Verlaufe des Sommers 2013 fertiggestellt. Dabei wurden in einer ersten Phase zunächst die Unterführung an der Warren Street und alle geradlinigen Abschnitte östlich des Convention Centers hergerichtet, ab November 2012 in der zweiten Phase schließlich die Kurven, der Abschnitt im Mercado District und Restarbeiten. Die Straßensperrungen bewegten sich dabei mit den Bauarbeiten, sodass immer nur kleine Bereiche betroffen waren.
Durch einen weiteren Auftrag wurde die nach dem ehemaligen Stadtdirektor benannte Luis-Gutierrez-Brücke über den Santa Cruz River errichtet, sie verbindet das Convention Center mit dem Mercado District. Die Straßenbahn teilt sich das Bauwerk mit dem motorisierten Individualverkehr und Radverkehr.
Für acht Millionen $ wurde am städtischen Bahnhof ein Betriebshof für die Wartung und Unterbringung des Rollmaterials errichtet, die Bauarbeiten begannen im Mai 2012. Am 6. September 2013 wurde das Gebäude gleichzeitig mit der Präsentation des ersten Straßenbahnwagen feierlich durch Bürgermeister Jonathan Rothschild und Senator Steve Farley, einem bedeutsamen Unterstützer der Straßenbahn, eröffnet.

## Fahrzeugeinsatz
Für die Straßenbahn stehen acht Gelenktriebwagen aus der Baureihe United Streetcar 200 zur Verfügung, von denen im Betrieb bis zu sechs Wagen gleichzeitig eingesetzt werden. Die Zweirichtungsfahrzeuge sind etwa 20 Meter (66 feet) lang. Von den drei Teilen ist das mittlere niederflurig und ermöglicht einen barrierefreien Einstieg. Die Fahrzeuge werden angetrieben durch vier 90-kW-Motoren, die über eine Oberleitung mit Strom versorgt werden; die theoretische Höchstgeschwindigkeit beträgt 70 km/h. Bei einem Fassungsvermögen von insgesamt 156 Fahrgästen sind 29 Sitzplätze vorhanden.
Die Baureihe 200 ist weitestgehend identisch zur United Streetcar 100, die in Washington, D.C. und Portland eingesetzt wird. Für den Betrieb im warmen Klima der südlichen USA wurden das Modell 200 mit einer leistungsstärkeren Klimaanlage ausgerüstet. Die Baureihe 100 wiederum ist ein Nachbau in Lizenz der Škoda 10T.
Im Juni 2010 bestellte die Stadt für 26 Millionen $ eine Lieferung von sieben Wagen. Auf Anraten der Federal Transit Administration wurde dieser Auftrag auf acht Fahrzeuge ausgeweitet. Am 30. August 2013 erreichte der erste Straßenbahnwagen per Tieflader die Stadt. Verspätungen bei der Produktion verzögerten die Inbetriebnahme der Straßenbahn, die eigentlich für Ende 2013 vorgesehen war. Im Mai 2013 benachrichtigte die Stadtverwaltung United Streetcar, für die Verzögerungen Schadensersatzforderungen einzulegen. Mit der Muttergesellschaft Vigor Works einigte man sich schließlich auf einen Vergleich, welcher die Stadt mit 1,7 Millionen $ für den entstandenen Aufwand entschädigt.

## Strecke und Betrieb

### Linienverlauf

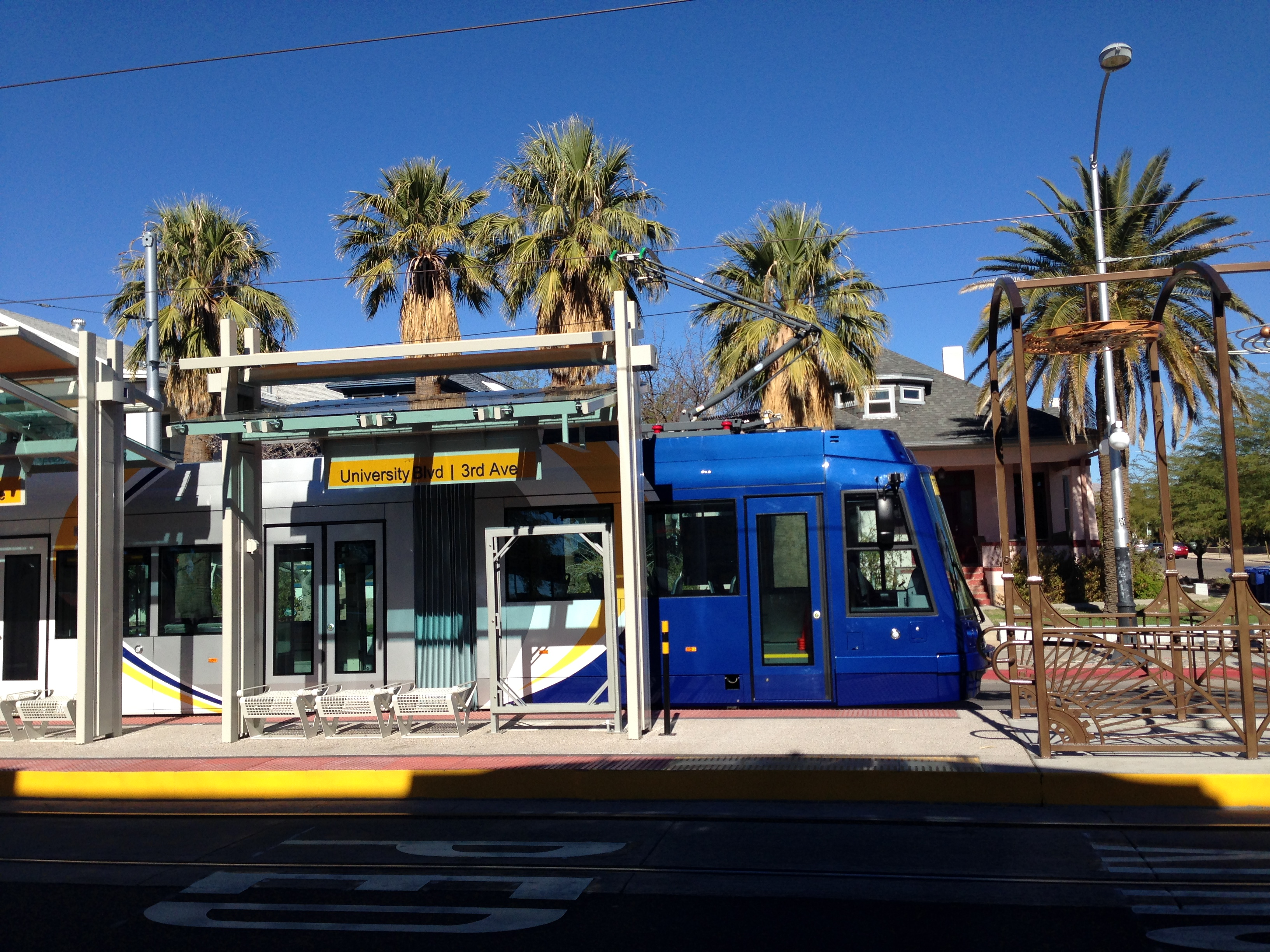
Ein Straßenbahnwagen an der Haltestelle 3rd and University

Die Strecke beginnt eingleisig an der Helen Street und führt neben einer Fahrradstraße durch die Unterführung Warren Street zum Universitätscampus. Sie biegt nach Westen auf die 2nd Street und weitet sich auf zwei Richtungsgleise auf. Hinter der Universität wird die Strecke über die Park Avenue auf den University Boulevard geleitet. Über die 4th Avenue führt sie schließlich zum Bahnhof, wo sich auch der Betriebshof befindet, und weiter in die Downtown. Dort teilen sich die zwei Richtungsgleise auf und durchqueren das Stadtzentrum auf die parallel verlaufenden Straßen Broadway Avenue und Congress Street. Beide Richtungsgleise vereinigen sich auf die Granada Avenue und queren den Santa Cruz River über die Luis-Gutierrez-Brücke. Dahinter erreicht die Strecke den Mercado District, wo sie in einer Blockumfahrung endet.
An den zweigleisigen Streckenabschnitten liegen Inselbahnsteige in Straßenmitte, die übrigen Haltestellen liegen, teils als Kaphaltestelle, am Straßenrand. Alle Haltestellen sind barrierefrei ausgebaut.

### Fahrplan
|        | Montag–Mittwoch | Donnerstag–Freitag | Samstag | Sonntag |
| ------ | --------------- | ------------------ | ------- | ------- |
| 7–8h   | 15              | 15                 |         |         |
| 8–9h   | 15              | 15                 | 30      | 30      |
| 9–10h  | 10              | 10                 | 30      | 30      |
| 10–18h | 10              | 10                 | 15      | 20      |
| 18–20h | 15              | 15                 | 15      | 30      |
| 20–22h | 15              | 15                 | 15      |         |
| 22–0h  |                 | 15                 | 15      |         |
| 0–2h   | 30              | 30                 |         |         |

### Tarif
Ein Einzelfahrschein kostete 1,50 $ und kann auch zum Umsteigen in den Bus verwendet werden; ein Tagesfahrschein kostet 4 $. An allen Haltestellen sind Fahrscheinautomaten aufgestellt, im Fahrzeug können keine Tickets erworben werden. Die Fahrt mit einer wiederaufladbaren Karte oder Monatskarte ist auch möglich. Beim Einstieg in das Fahrzeug muss der Fahrgast das Ticket an einem Scanner entwerten.
Mittlerweile ist die Benutzung von Sun Tran, Sun Link, Sun Van, Sun On Demand, Sun Express und Sun Shuttle (allen ÖPNV-Verkehrsbetriebe in Tucson) auf Anweisung des Bürgermeisters kostenlos.